# Superpuchar Hiszpanii w piłce siatkowej mężczyzn (2009)
Superpuchar Hiszpanii w piłce siatkowej mężczyzn 2009 – dwunasta edycja rozgrywek o Superpuchar Hiszpanii rozegrana 3 października 2009 roku w Pabellón Los Planos w Teruelu. W meczu o Superpuchar udział wzięły dwa kluby: mistrz Hiszpanii w sezonie 2008/2009 - CAI Voleibol Teruel oraz zdobywca Pucharu Hiszpanii 2009 - Unicaja Almería.
Po raz pierwszy zdobywcą Superpucharu Hiszpanii został klub CAI Voleibol Teruel.
MVP spotkania wybrany został atakujący CAI Voleibol Teruel - Ibán Pérez, który zdobył 26 punktów.

## Drużyny uczestniczące
| Drużyna             | Osiągnięcia w sezonie 2008/2009 |
| ------------------- | ------------------------------- |
| CAI Voleibol Teruel | mistrzostwo Hiszpanii           |
| Unicaja Almería     | zdobycie Pucharu Hiszpanii      |

## Mecz
Sobota, 3 października 2009 – 18:00 (UTC+2) • Pabellón Los Planos, Teruel
Widzów: 1800
Czas trwania meczu: 116 minut
Sędziowie: David Fernández i Xavier Fernández
| CAI Voleibol Teruel | 3:1                                 | Unicaja Almería                 |
| Ibán Pérez 26 pkt   | (22:25, 25:20, 25:19, 25:22) raport | Bogdan Alexandru Olteanu 14 pkt |

| Poz.                 | Nr | Zawodnik              | 1        | 2        | 3        | 4        | 5 | Pkt |
| -------------------- | -- | --------------------- | -------- | -------- | -------- | -------- | - | --- |
| R                    | 1  | Guillermo Hernán      | 4 jeden  | 5 dwa    | 4 jeden  | 5 dwa    |   | 1   |
| P                    | 2  | Francisco Rodríguez   | 8 pięć   | 9 sześć  | 8 pięć   | 9 sześć  |   | 11  |
| Ś                    | 5  | Haroldo Lino Da Silva | 9 sześć  | 4 jeden  | 9 sześć  | 4 jeden  |   | 7   |
| Ś                    | 14 | José Gregorio Torres  | 6 trzy   | 7 cztery | 6 trzy   | 7 cztery |   | 12  |
| P                    | 15 | Luis Pedro Suela      | 5 dwa    | 6 trzy   | 5 dwa    | 6 trzy   |   | 11  |
| A                    | 16 | Ibán Pérez            | 7 cztery | 8 pięć   | 7 cztery | 8 pięć   |   | 26  |
| L                    | 12 | Francesc Llenas       | L        | L        | L        | L        |   |     |
| Zmiany               |    |                       |          |          |          |          |   |     |
| P                    | 6  | Juan Carlos Vega Díaz |          |          | 2 zmiana | 4 pusty  |   |     |
| A                    | 7  | Daniel Rocamora       | 2 zmiana |          |          | 4 pusty  |   | 1   |
| P                    | 11 | Juan Modesto Guerrero | 2 zmiana | 2 zmiana | 2 zmiana | 2 zmiana |   |     |
| R                    | 17 | Jesús Ariño Zurilla   | 2 zmiana | 2 zmiana | 2 zmiana | 2 zmiana |   |     |
| Nie weszli na boisko |    |                       |          |          |          |          |   |     |
| Ś                    | 3  | Julián García-Torres  |          |          |          | 4 pusty  |   |     |
| Trener               |    |                       |          |          |          |          |   |     |
| Óscar Novillo        |    |                       |          |          |          |          |   |     |

| Poz.                 | Nr | Zawodnik            | 1        | 2        | 3        | 4        | 5 | Pkt |
| -------------------- | -- | ------------------- | -------- | -------- | -------- | -------- | - | --- |
| R                    | 2  | Joshua Howatson     | 4 jeden  | 4 jeden  | 4 jeden  | 4 jeden  |   | 1   |
| P                    | 4  | Manuel Sevillano    | 5 dwa    | 5 dwa    | 5 dwa    | 5 dwa    |   | 9   |
| P                    | 5  | Bogdan Olteanu      | 8 pięć   | 8 pięć   | 8 pięć   | 8 pięć   |   | 14  |
| Ś                    | 8  | Matthew Denmark     | 9 sześć  | 9 sześć  | 9 sześć  | 9 sześć  |   | 5   |
| A                    | 10 | Dallas Soonias      | 7 cztery | 7 cztery | 7 cztery | 7 cztery |   | 13  |
| Ś                    | 11 | Viktors Koržeņevičs | 6 trzy   | 6 trzy   | 6 trzy   | 6 trzy   |   | 11  |
| L                    | 9  | Aléxis Valido       | L        | L        | L        | L        |   |     |
| Zmiany               |    |                     |          |          |          |          |   |     |
| R                    | 1  | Victor Viciana      |          | 2 zmiana |          | 4 pusty  |   |     |
| P                    | 7  | Gustavo Delgado     | 2 zmiana | 2 zmiana |          | 2 zmiana |   |     |
| Ś                    | 16 | Juan José Salvador  | 2 zmiana |          | 2 zmiana | 4 pusty  |   |     |
| Nie weszli na boisko |    |                     |          |          |          |          |   |     |
| A                    | 6  | Gregorio Rodríguez  |          |          |          | 4 pusty  |   |     |
| P                    | 18 | Óscar Rodríguez     |          |          |          | 4 pusty  |   |     |
| Trener               |    |                     |          |          |          |          |   |     |
| Carlos Carreño       |    |                     |          |          |          |          |   |     |

## Statystyki meczowe
| TER | STATYSTYKI        | ALM |
| 97  | MAŁE PUNKTY       | 86  |
| 60  | ATAK              | 39  |
| 4   | BLOK              | 12  |
| 5   | SERWIS            | 2   |
| 28  | BŁĘDY PRZECIWNIKA | 33  |

## Wyjściowe ustawienie drużyn
| Hernán Suela Torres Pérez Rodríguez Da Silva Llenas Howatson Sevillano Koržeņevičs Soonias Olteanu Denmark Valido |